# Măceșu de Jos
Măceșu de Jos è un comune della Romania di 1 465 abitanti, ubicato nel distretto di Dolj, nella regione storica dell'Oltenia.
Il comune è formato dall'unione di 2 villaggi: Măceșu de Jos e Săpata.